# 1931 en cyclisme
| Années du cyclisme : 1928 - 1929 - 1930 - 1931 - 1932 - 1933 - 1934    |
| Décennies du cyclisme : 1900 - 1910 - 1920 - 1930 - 1940 - 1950 - 1960 |

Les faits marquants de l'année 1931 en cyclisme.

## Mars
- 8 mars : le Français Louis Gras gagne le Grand Prix de Cannes pour la deuxième fois.
- 22 mars :
  - Alfredo Binda gagne la classique Milan-San Remo pour la deuxième fois.
  - Romain Gijssels remporte le Tour des Flandres.

29 mars : le Belge Joseph Demuysere gagne le Circuit des Régions Flamandes.

## Avril
- 5 avril : Gaston Rebry remporte Paris-Roubaix.
- 5 avril : l'Italien Mario Ciprani gagne la première édition du Tour des deux provinces de Messine.
- 12 avril : le Belge Jean Aerts gagne Paris-Bruxelles.
- 12 avril : 1re manche du championnat d'Italie sur route, l'Italien Luigi Giacobbe gagne les 3 Vallées Varésines
- 22 avril : l'Italien Mario Cipriani gagne le Tour du Piémont.
- 25 avril : 2e manche du championnat d'Italie sur route, l'Italien Learco Guerra gagne le Tour de Reggio-Calabre. Ensuite, l'épreuve entre en sommeil jusqu'en 1945.
- 26 avril : le Français Marcel Mazeyrat gagne la Polymultipliée.

## Mai
- 1er mai : le Belge Joseph Dervaes gagne le Grand Prix Hoboken Pour la Troisième année d'affilée.
- 3 mai : le Français André Leducq gagne Paris-Tours.
- 5 mai : le Suisse Max Bulla gagne le Championnat de Zurich.
- 10 mai : départ du Tour d'Italie à Milan.
- 24 mai : l'Allemand Erich Metze gagne le Tour d'Allemagne. L'épreuve ne reprendra qu'en 1937.
- 31 mai : Francesco Camusso remporte le Tour d'Italie.
- 31 mai : le Belge Bernard de Rysselberghe gagne Bordeaux-Paris.

## Juin
- 4 juin : l'Italien Giuseppe Graglia gagne Milan-Turin.
- 7 juin : le Belge Maurice de Waele gagne le Tour de Belgique.
- 9 juin : le Belge Alfons Schepers gagne Liège-Bastogne-Liège pour la deuxième fois.
- 14 juin : le Suisse Albert Buchi devient champion de Suisse sur route.
- 14 juin : le Belge Alfons Schepers devient champion de Belgique sur route.
- 14 juin : le Français Armand Blanchonnet devient champion de France sur route.
- 26 juin : l'Espagnol Francisco Llana gagne la Vuelta a los Puertos.
- 30 juin : départ du Tour de France à Paris. Une bonification  de 3 minutes est créée en faveur des vainqueurs d'étapes repoussant leur second à au moins 3 minutes. Le Français André Leducq dit "Dédé" tant est grande sa popularité après sa victoire l'année d'avant est favori. Le Belge Alfred Hamerlinck gagne, au sprint devant un peloton de 33 coureurs, la 1re étape Paris-Caen et prend le maillot jaune, 2e le Français Charles Pélissier, 3e l'Itaien Rafaelle di Paco. Henri Desgranges n'est pas satisfait de l'arrivée au sprint et bien que la moyenne de l'étape est de 33 km/h, il impose un départ séparé pour le lendemain.

## Juillet
- 1er juillet :  après un départ séparé de 10 minutes entre les "As" puis les touristes-routiers, l'Autrichien Max Bulla (touriste-routier) gagne au sprint la 2e étape du Tour de France Caen-Paris et devient le premier Autrichien dans l'histoire du Tour à gagner une étape et prendre le maillot jaune, 2eme le Français René Bernard, 3eme le Français André Van Viest tous même temps. Les "As" ne sont arrivés que 7 minutes 14 avant Bulla. Le Français Charles Pélissier qui remporte le sprint des "As" est donc 4eme à 2 minutes 46 secondes, 5eme l'Italien Rafaelle di Paco, 6eme le Belge Alfred Hamerlinck tous même temps. Au classement général Bulla devance Van Viest 2eme de 1 minute 47 secondes et Hamerlinck 3eme de 2 minutes 46 secondes.
- 2 juillet : après un nouveau départ séparé de 10 minutes entre les "As" puis les touristes-routiers, l'Italien Fabio Battesini gagne au sprint la 3e étape du Tour de France Dinan-Brest, 2eme Le Français Léon Le Calvez, 3eme l'Allemand Kurt Stoepel. Les touristes-routiers subissent la réaction des "As" qui prennent leur revanche de la veille en les rejetant à 29 minutes 16 secondes, l'Autrichien Bulla perd donc sa toison d'or.  Le Calvez prend le maillot jaune, au temps il est à égalité avec une dizaine de coureurs, mais il devient leader aux points, 2e le Belge Alfred Hamerlinck, 3e le Français Charles Pélissier tous même temps.
- 3 juillet : après un nouveau départ séparé de 10 minutes entre les toutistes-routiers puis cette fois-ci les "As", le Français André Godinat gagne la 4e étape du Tour de France Brest-Vannes, 2e le Français Jean Naert, à 6 minutes 15 secondes, 3e l'Autrichien Max Bulla à 8 minutes 31 secondes. Les "As" arrivent 18 minutes 31 secondes après Godinat et de fait perdent 8 minutes 31 secondes sur les touristes-routiers.  l'Italien Raffaele di Paco qui remporte le sprint du peloton des "As" prend le maillot jaune aux points, 2e le Belge Alfred Hamerlinck, 3eme le Français Charles Pélissier tous même temps.
- 4 juillet : après le retour à un départ commun à tous les coureurs, le Français Charles Pélissier gagne la 5e étape du Tour de France Vannes-Les Sables d'Olonne, 2e son compatriote Antonin Magne, 3e l'Autrichien Max Bulla, 4eme l'Italien Rafaelle di Paco, tous même temps. Au classement général, Pélissier rejoint Raffaele di Paco en tête et portera conjointement le maillot jaune avec lui pour durant la prochaine étape. Ils sont à égalité au temps avec une dizaine de coureurs, mais sont leaders aux points, suivis par le Français Léon Le Calvez 3e.
- 5 juillet : après un retour à un départ séparé de 20 minutes entre les touristes-routiers puis les "As", le Belge Alfred Hamerlinck gagne au sprint la 6e étape du Tour de France Les Sables-d'Olonne-Bordeaux, 2e le Français André Leducq 3e l'Italien Fabio Battestini. À noter que le Français René Bernard a coupé la ligne d'arrivée 16 minutes 3 secondes avant eux, mais en enlevant les 20 minutes d'avance qu'il avait au départ, il arrive 3 minutes 57 secondes après le peloton des "As". L'Italien Raffaele di Paco redevient seul leader de l'épreuve, 2e le Français Charles Pélissier, 3e le Français Léon Le Calvez, tous même temps mais départagés aux points.
- 6 juillet : après un départ séparé de 25 minutes entre les touristes-routiers puis les "As", le Belge Gérard Loncke gagne au sprint la 7e étape du Tour de France Bordeaux-Bayonne, 2e l'Autrichien Max Bulla, 3e le Français André Godinat tous même temps. L'Italien Rafaelle di Paco remporte le sprint des "As" qui arrivent 35 minutes 47 secondes après Loncke et perdent donc 10 minutes 47 secondes sur les touristes-routiers. Pas de changement en tête du classement général, toujours figé depuis le départ.
- 7 juillet : après un départ commun à tous les coureurs, le Français Charles Pélissier gagne au sprint la 8e étape du Tour de France Bayonne-Pau, 2e l'Allemand Erich Metze, 3e le Français André Leducq, 4e le Belge Achiel Viane, 5e l'Allemand Oskar Thierbach tous même temps. L'Italien Fabio Battestini 6e à 1 minute 25 secondes remporte le sprint du peloton devant son compatriote Rafaelle di Paco 7e. Cela a le mérite de débloquer le classement général, Pelissier reprend seul le maillot jaune, 2e Metze même temps, 3e Thierbach à 50 secondes, 4e di Paco à 1 minute 25 secondes.
- 8 juillet : le Français Antonin Magne gagne en solitaire la 9eme étape du Tour de France Pau-Luchon qui emprunte les cols d'Aubisque et du Tourmalet, 2e l'Italien Antonio Pesenti à 4 minutes 42 secondes, 3e le Belge Jef Demuysère à 7 minutes 44 secondes, 4e le Belge Maurice de Waele, 5e le Suisse Albert Buchi tous même temps, 15e à 21 minutes 56 secondes l'Allemand Erich Metze, 17e à 23 minutes 30 secondes l'Allemand Oskar Thierbach. Le Français André Leducq termine 22eme à 28 minutes 40 secondes, son compatriote Charles Pélissier finit 27eme à 28 minutes 40 secondes, l'Italien Rafaelle di Paco arrive 59eme à 1 heure 24 minutes. Antonin Magne, en raison du règlement qui indique qu'on vainqueur d'étape qui possède au moins 3 minutes d'avance sur son second obtient une bonification de 3 minutes, prend le maillot jaune avec 9 minutes 32 secondes d'avance sur Pesenti 2e et 10 minutes 44 secondes d'avance sur Demuysère 3e. Il y a repos le 9 juillet.
- 10 juillet : l'Italien Raffaele di Paco gagne la 10eme étape du Tour de France Luchon-Perpignan qui emprunte les cols de Portet d'Aspet de Port du Puymorens. Il s'impose au sprint devant un peloton de 52 coureurs, 2eme l'Autrichien Max Bulla, 3e le Français André Leducq. Pas de changement en tête du classement général. Il y a repos le 11 juillet.
- 12 juillet : l'Italien Raffaele di Paco gagne au sprint la 11e étape du Tour de France Perpignan-Montpellier, 2e le Français Charles Pélissier, 3e le Français André Leducq, puis tout le peloton. Pas de changement en tête du classement général.
- 13 juillet : après un départ séparé de 20 minutes entre les touristes routiers puis les "As", l'Autrichien Max Bulla gagne au sprint la 12eme étape du Tour de France Montpellier-Marseille, 2eme l'Italien Alessandro Catalini, 3eme l'Italien Giuseppe Pancera. Les "As" arrivent 40 minutes 13 secondes après et perdent moins le handicap de départ de 20 minutes, 20 minutes 13 secondes sur les touristes-routiers et reçoivent une bronca à l'arrivée. Toutefois pas de changement en tête du classement général.
- 14 juillet : le Français Charles Pélissier gagne au sprint la 13eme étape du Tour de France Marseille-Cannes, 2eme l'Italien Rafaelle di Paco, 3eme le Français René Bernard, puis tout le peloton. Pas de changement en tête du classement général.
- 14 juillet : le Français Louis Minardi gagne le Grand Prix d'Antibes.
- 15 juillet : l'Italien Eugenio Gestri gagne détaché la 14eme étape du Tour de France Cannes-Nice qui après un premier passage par Nice emprunte les cols de Braus, de Castillon et la Turbie, (la boucle de Sospel), 2eme l'Italien Antonio Pesenti à 17 secondes, 3eme l'Italien Felice Gremo, 4eme le Français Antonin Magne à 4 minutes 48 secondes. Le Belge Jef Demuysère termine 11eme à 10 minutes 10 secondes. Au classement général Antonin Magne reste maillot jaune, 2eme Pesenti à 5 minutes 1 seconde, 3eme Demuysère à 15 minutes 6 secondes. Il y a repos le 16 juillet.
- 17 juillet : le Belge Joseph Demuysière gagne en solitaire la 15eme étape du Tour de France Nice-Gap qui emprunte les cols de la Colle Saint Michel et d'Allos, 2eme l'Italien Antonio Pesenti à 2 minutes 19 secondes, 3eme l'Italien Rafaelle di Paco à 2 minutes 22 secondes, 4eme le Français Antonin Magne même temps, 5eme le Français Charles Pélissier à 2 minutes 29 secondes. Magne aurait pu perdre le Tour à cause d'un saut de chaîne dans le col d'Allos. Heureusement Charles Pélissier n'était pas loin et les 2 Français entament une course poursuite jusqu'à Gap afin de rattraper Demuysère et Pesenti. Demuysère réussit à mener à bien son échappée mais les 2 tricolores reviennent sur Pesenti aux portes de Gap. Ils sont exténués. Au classement général Magne possède encore 4 minutes 58 secondes d'avance sur Pesenti 2eme et 13 minutes 44 secondes sur Demuysère 3eme.
- 18 juillet : le Français Charles Pélissier gagne au sprint la 16e étape du Tour de France Gap-Grenoble qui emprunte le col Bayard, 2e l'Allemand Kurt Stoepel, 3e l'Italien Rafaelle di Paco, puis le peloton des favoris tous même temps. Pas de changement en tête du classement général.
- 19 juillet : l'Autrichien Max Bulla gagne, au sprint devant un groupe de 9 coureurs, la 17eme étape du Tour de France Grenoble-Aix les Bains qui emprunte les cols du Galibier et du Télégraphe, 2eme le Belge Gaston Rebry, 3eme le Français Antonin Magne, le Belge Jef Demuysère est 6e et l'Italien Antonio Pesenti est 8eme tous même temps. Pas de changement en tête du classement général.
- 19 juillet : le Belge Edward Huygens gagne le Tour du Limbourg. L'épreuve ne sera pas disputée en 1932 et reprendra en 1933.
- 20 juillet : le Belge Joseph Demuysière gagne détaché la 18e étape du Tour de France Aix les Bains-Evian qui emprunte les cols du Tamié et des Aravis, 2eme le Français André Leducq à 48 secondes, 3eme l'Allemand Kurt Stoepel puis tous les favoris même temps. Au classement général, le Français Antonin Magne reste leader à la sortie des Alpes, 2eme l'Italien Pesenti à 4 minutes 58 secondes, 3e Demuysère à 12 minutes 56 secondes.
- 21 juillet : l'Italien Raffaele di Paco gagne la 19e étape du Tour de France Evian-Belfort qui emprunte le col de la Faucille, 2e son compagnon d'échappée l'Allemand Ludwig Geyer même temps, 3e le Belge Gaston Rebry à 6 minutes 24 secondes, 2 hommes sont intercalés et le Français Charles Pélissier 6e à 9 minutes 20 secondes remporte le sprint du peloton. Pas de changement en tête du classement général.
- 22 juillet : le Français André Leducq gagne au sprint la 20e étape du Tour de France Belfort-Colmar, qui emprunte les cols de Bussang et de la Schlucht, 2e son compatriote Charles Pélissier, 3e l'Allemand Erich Metze, puis tout le peloton. Pas de changement en tête du classement général.
- 23 juillet : l'Italien Raffaele di Paco gagne au sprint la 21e étape du Tour de France Colmar-Metz qui emprunte le col du Bonhomme, 2e l'allemand Kurt Stoepel, 3e le Français Charles Pélissier, puis tout le peloton. Pas de changement en tête du classement général.
- 24 juillet : l'Italien Raffaele di Paco gagne, au sprint devant un peloton de 29 coureurs, la 22e étape du Tour de France Metz-Charleville, après le déclassement du Français Charles Pélissier pour sprint irrégulier qui termine tout de même 2e, 3e l'Allemand Kurt Stoepel. Pas de changement en tête du classement général
- 25 juillet : le Belge Gaston Rebry gagne détaché la 23eme étape du Tour de France Charleville-Malo les Bains qui emprunte les pavés du nord, 2eme le Français Antonin Magne à 11 secondes, 3eme le Belge Jef demuysère même temps, 4e à 17 minutes 34 secondes le Français André Leducq qui remporte le sprint du peloton où figurent l'Italien Antonio Pesenti même temps. Cette étape est le morceau de bravoure de ce Tour. Demuysère tente le tout pour le tout dans cette étape pour gagner le Tour et s'échappe en compagnie de Rebry. Antonin Magne (que certains indiquent prévenu de cette attaque par une indiscrétion) bondit dans leurs roues et voilà les 3 hommes parties à 50 KM/H sur les pavés du nord. Les Belges plus expérimentés sautent sur les trottoirs puis sur la chaussée sans arrêts pour sortir Magne de leur sillage. A ce rythme le peloton est rejeté à plus d'un quart d'heure. La pluie fait son apparition et Magne chute sur la chaussée mouillée. Les Belges croient avoir fait le plus dur et partent de concert vers la victoire et le maillot jaune promis à l'arrivée. Mais Magne se relève et démontre tous ses dons de rouleurs et après une chasse effrénée rejoint les deux Belges. À l'arrivée, Rebry obtiendra tout de même le gain de l'étape mais Demuysère a perdu le Tour. Au classement général, 1er Magne, 2e Demuysère à 12 minutes 56 secondes, 3e l'Italien Antonio Pesenti à 22 minutes 21 secondes.
- 26 juillet : le Français Charles Pélissier gagne au sprint la 24eme étape du Tour de France Malo les Bains-Paris, 2e le Français André Leducq, 3eme l'Italien Rafaelle di Paco puis tout le peloton. Le Français Antonin Magne remporte le Tour de France, 2e le Belge Jef Demuysère à 12 minutes 56 secondes, 3e l'Italien Antonio Pesenti à 22 minutes 51 secondes. Ce dernier qui termine la dernière étape dans le peloton perd pourtant 30 secondes supplémentaires au classement général. MERCI DE BIEN VOULOIR EN INFORMER LA RAISON. A-t-il reçu une pénalité de 30 secondes ?
- 26 juillet : l'Italien Ettore Meini gagne le Tour de Romagne. L'épreuve reprendra en 1934.
- 28 juillet : le Belge Godfried de Vocht gagne le Grand Prix de l'Escaut.

## Août
- 2 août : l'Italien Bruno Castellani gagne Milan-Modène.
- 2 août : le Luxembourgeois Nicolas Frantz est champion du Luxembourg sur route pour la neuvième fois d'affilée.
- 3 août : le Néerlandais Cesar Bogaert devient champion des Pays-Bas sur route.
- 9 août : 3e manche du championnat d'Italie sur route, l'Italien Learco guerra gagne le Circuit de Padoue. C'est la seule édition de cette épreuve.
- 23 août : l'Italien Aldo Canazza gagne le Tour de Vénétie pour la deuxième année d'affilée. L'épreuve ne reprendra qu'en 1934.
- 26 août : aux championnats du monde de cyclisme sur route à Copenhague (Danemark), l'Italien Learco Guerra remporte le titre chez les professionnels, le Français Ferdinand Le Drogo médaille d'argent est le premier tricolore à monter sur le podium de l'épreuve. Le Suisse Albert Buchi est médaille de bronze. Le Danois Henry Hansen s'impose chez les amateurs.
- 21-30 août : Championnats du monde de cyclisme sur piste, au vélodrome d'Ordrup de Copenhague au Danemark. Le Danois Willy Falck Hansen est champion du monde de vitesse professionnelle, en fait le Français Lucien Michard a franchi la ligne d'arrivée nettement en vainqueur .Tout le monde le voient sauf les juges, Michard à la maigre consolation d'entendre le sportif public Danois scander son nom. Les photos prises par les journalistes confirmeront l'injustice faite au Français. Le Danois Helge Harder est champion du monde de vitesse amateur.
- 23 août : le Français André Vanderdonckt gagne le Grand Prix de Fourmies.
- 23 août : le Belge Alfred Hamerlinck gagne le Grand Prix de Genève.

## Septembre
- 1er septembre : le Belge Odiel Van Hevel gagne la Coupe Sels pour la deuxième fois.
- 1er septembre : le Français François Pavé gagne la première édition du Grand Prix de Plouay.
- 9 septembre : l'Italien Ettore Meini gagne le Tour d'Ombrie.
- 15 septembre : l'Espagnol Salvador Cardona gagne le Tour de Catalogne.
- 17 septembre : le Belge Aimé Dossche gagne le Championnat des Flandres pour la troisième fois.
- 20 septembre : 4e manche du championnat d'Italie sur route, l'Italien Eugenio Gestri gagne Predappio-Rome. À l'issue de la course, l'Italien Learco Guerra conserve son titre de champion d'Italie sur route.
- 29 septembre : le Trophée Bernocchi 1931 n'est pas attribué, la course n'a pas été jusqu'à son terme, à cause d'une mauvaise signalisation, les coureurs ont pris un mauvais itinéraire. Il n'a pas été possible de reprendre le bon déroulement de l'épreuve qui en conséquence a été purement et simplement annulée.

## Octobre
- 11 octobre : l'Italien Luigi Barral gagne le Tour de Campanie.
- 13 octobre : le Belge Godfried de Vocht gagne le Grand Prix de Clôture.
- 25 octobre : l'Italien Alfredo Binda gagne le Tour de Lombardie pour la quatrième fois.
- 25 octobre : l'Espagnol Mariano Canardo conserve son titre de champion d'Espagne sur route.
- 28 octobre : l'Italien Glauco Servadei gagne le Tour d'Émilie. L'épreuve ne reprendra qu'en 1934.

## Principales naissances
- 4 janvier : Guido Messina, cycliste italien.
- 21 janvier : Stanisław Królak, cycliste polonais († 31 mai 2009).
- 23 janvier : Armand Desmet, cycliste belge († 17 novembre 2012).
- 25 janvier : Riccardo Filippi, cycliste italien († 21 avril 2015).
- 1er février : Marino Morettini, cycliste italien († 10 décembre 1990).
- 3 février : Gilbert Desmet, cycliste belge.
- 15 février : Adri Voorting, cycliste néerlandais († 1er août 1961).
- 23 février : Gustav-Adolf Schur, cycliste allemand
- 6 mars : Nicolas Barone, cycliste français († 31 mai 2003).
- 14 mars : Cleto Maule, cycliste italien († 28 juillet 2013).
- 17 mars : André Vlayen, cycliste belge.
- 21 mai : Mino De Rossi, cycliste italien.
- 10 juin : Gilbert Scodeller, cycliste français († 13 avril 1989).
- 22 juin : Ian Browne, cycliste australien
- 28 juin : Lucien Victor, cycliste belge († 17 septembre 1995).
- 4 septembre : Jozef Schils, cycliste belge († 4 mars 2007).
- 29 novembre : André Noyelle, cycliste belge († 4 février 2003).